# Mort pour la France
Mort pour la France (dansk: Død for Frankrig) er en betegnelse, der bruges i fransk lov, for personer, der er blevet dræbt under en konflikt, sædvanligvis mens de tjente landet.

## Definition
Begrebet er defineret i Lov 488 til 492 (bis) of the Code des pensions militaires d'invalidité et des victimes de guerre.
Den omfatter tjenestegørende i Frankrigs væbnede styrker, som er døde i kamp eller som følge af de skader de har pådraget sig i
tjenesten under 1. verdenskrig og 2. verdenskrig, krigene i Indokina Algeriet
og kamphandlinger i Marokko og den Tunesien og civile, der blev dræbt under disse konflikter.

## Ophavsret
Fransk ophavsretslov giver en 30 års forlængelse til kunstnere, der er erklæret Mort pour la France, udover den sædvanlige 70 års
post mortem.

## Forfattere
Ufuldstændig liste over forfattere der er erklæret "Mort pour la France".
- Guillaume Apollinaire (1918)
- Victor Basch (1944)
- Raoul Berthelé (1918)
- Pierre Brossolette (1944)
- Irène Némirovsky (1942)
- Louis Pergaud (1915)
- Antoine de Saint-Exupéry (1944)